# Курт Нилсен
Курт Нилсен (Kurt Nielsen) е датски тенисист.

## Биография
Курт Нилсен е роден на 19 ноември 1930 г. в Копенхаген, Дания.
Нилсен е дядо на датския тенисист Фредерик Льохте Нилсен. Неговият внук става вторият датчанин, спечелил турнир от Големия шлем, на Уимбълдън през 2012 г. при двойки мъже.

## Кариера
Курт Нилсен е първият датски тенисист, който някога е играл във финал на сингъл при мъжете в турнир от Големия шлем.
Курт Нилсен достига до финал на сингъл на Уимбълдън през 1953 г., като побеждава Кен Розуол и Ярослав Дробни, след това губи от Вик Сейшас, и през 1955 г., като побеждава Розуол и Тони Трабърт. И двата пъти, когато стига до финала, той не е поставен. Преди това той печели сингъл при момчетата на Уимбълдън през 1947 г., като побеждава Свен Давидсон. Освен успехите си на Уимбълдън, той печели сингъл при момчетата на Откритото първенство на Франция и достига до четвъртфинал на Шампионата на САЩ през 1953 г.
През 1957 г. с партньор Алтея Гибсън, печели Откритото първенство на САЩ на смесени двойки, като по този начин става първият датчанин, печелил турнир от Големия шлем. По време на дългата си кариера той печели около 30 международни титли.
Курт Нилсен изиграва 96 мача за отбора на Дания за Купа Дейвис, достига рекорд 53-43 победи-загуби. 
Нилсен държи рекорда за най-много спечелени титли на Датското национално първенство по тенис - 50. 
Нилсен става професионалист през 1960 г. и играе в професионалната верига.
След като приключва активната си кариера, Нилсен заема множество почетни позиции във водещи международни тенис асоциации, както и служи като супервайзер и рефер на много събития от Големия шлем. Той е коментатор на датската версия на телевизионния канал „Евроспорт“ до края на 2006 г.

## Кариерна статистика

#### Финали на сингъл отГолям шлем(2)
| година | турнир    | съперник     | резултат            |
| ------ | --------- | ------------ | ------------------- |
| 1953   | Уимбълдън | Вик Сейшас   | 7 – 9, 3 – 6, 4 – 6 |
| 1955   | Уимбълдън | Тони Трабърт | 3 – 6, 5 – 7, 1 – 6 |

#### Титли на смесени двойки отГолям шлем(1)
| година | турнир | партньор     | съперник                | резултат     |
| ------ | ------ | ------------ | ----------------------- | ------------ |
| 1957   | ОП САЩ | Алтея Гибсън | Дарлийн Хард Робърт Хау | 6 – 3, 9 – 7 |

#### Финали на смесени двойки отГолям шлем(1)
| година | турнир    | партньор     | съперник                 | резултат       |
| ------ | --------- | ------------ | ------------------------ | -------------- |
| 1958   | Уимбълдън | Алтея Гибсън | Лорейн Коглан Робърт Хау | 3 – 6, 11 – 13 |